# Александрия
Вижте пояснителната страница за други значения на Александрия.
Александрия (на арабски: الإسكندرية – al-’Iskandariya, на египетски арабски: إسكندريه – Eskendereyya, на старогръцки: Ἀλεξάνδρεια, на коптски: ⲁⲗⲉⲝⲁⲛⲇⲣⲓⲁ или ⲣⲁⲕⲟϯ, произнася се като Ракоди) е най-голямото морско пристанище и втори по големина град в Египет, административен център на мухафаза Александрия. Разположен е на Средиземно море между езерото Мареотис и остров Фарос, свързан с него посредством широка дига, наречена Хептастадион. Населението му е около 4 870 000 души (2016).

## История
Александрия е проектирана от Дейнократ, който придружавал Александър Велики още от Тракия. След като Александър завладява Египет, той харесва естествено защитеното пристанище близо до остров Фарос и се разпорежда там да се построи град.
През годините Александрия преживява както бурен разцвет, така и бедствия: опустошение от персите (през 619 г.), унищожаването на Еврейския квартал по заповед на патриарх Кирил (през 415 г.) и разрушаването на редица храмове и паметници в резултат на противоезическите декрети на император Теодосий I (през 383 г.).
На 26 септември 642 г. арабите превземат Александрия. Египет като цяло престава да бъде част от Византийската империя и значението на Александрия като пристанище намалява.
През 1517 г. Александрия е завладяна от османците.
При избухването на Балканската война в 1912 година двама души от Александрия са доброволци в Македоно-одринското опълчение.

## Забележителности
- Прочутият Александрийски фар на остров Фарос се смята за едно от седемте чудеса на света.
- Александрийската библиотека, която е била построена през елинистическата епоха по времето на Птолемеите, е известна с богатството си и големия брой книги, които е съхранявала (предполага се, че броят им е бил около 700 000 тома). Причините за нейното разрушение все още не са напълно изяснени и са предмет на ожесточени спорове. Чрез съвместен проект между ЮНЕСКО и Египет днес върху мястото, където се е намирала старата библиотека, е построена съвременната библиотека „Александрина“.

Мощите на светия великомъченик Мина са погребани в Александрия. Впоследствие на мястото е построена църква на негово име.

## Известни личности
Родени в Александрия
- Атанасий Велики (295 – 373) – Атанасий I Велики, патриарх Александрийски, светец (18 януари) в календара на БПЦ
- Арутюн Агопян, македоно-одрински опълченец, 31-годишен, основно образование, 12 лозенградска дружина[4]
- Васил Гривчев (1922 – 1996), юрист от Република Македония, професор в Скопския университет
- Константинос Кавафис (1863 – 1933), поет
- Клеопатра VII (69 пр.н.е.-30 пр.н.е.), владетелка
- Ламберто Лория (1855 – 1913), италиански етнограф
- Ориген (182 – 253), богослов
- Омар Шариф (р. 1932), актьор
- Рудолф Хес (1894 – 1987), немски политик

Починали в Александрия
- Енесидем (I век пр.н.е.), философ
- Константинос Кавафис (1863 – 1933), поет
- Клеопатра VII (69 пр.н.е.-30 пр.н.е.), владетелка
- Лукиан от Самосата (120 – 192), писател
- Марк Антоний (83 пр.н.е.-30 пр.н.е.), римски политик

Българи, развивали търговия в Александрия
- Ненчо Палавеев (1859 – 1936), благодетелят на Копривщица имал дюкяни в Александрия и търгувал с кехлибар, килими, коприна
- Патьо Млъчков (1838 – 1911), роден в Копривщица, търговец на кисело мляко в Александрия

Българи, преминавали и пребивавали в Александрия
- Михаил Маджаров (1854 – 1944), роден в Копривщица, на път за Божи гроб прекарал един месец в Александрия през 1869 г., описва българските производители и търговци на биволско кисело и прясно мляко.

## Побратимени градове
- Балтимор, САЩ
- Братислава, Словакия, от 26 октомври 2008 г.
- Гюмри, Армения
- Дърбан, ЮАР
- Измир, Турция, от 1996 г.
- Казанлък, България от 2006 г.
- Канпур, Индия
- Кайро, Египет
- Кливланд, САЩ
- Кучинг, Малайзия
- Констанца, Румъния
- Лихтенберг, Германия
- Льо Ман, Франция
- Одеса, Украйна
- Санкт Петербург, Русия
- Солун, Гърция, от 12 юли 1993 г.
- Шанхай, Китай

## Галерия
- Хоризонтът от крайбрежния панорамен път
- Планетариум в Александрийската библиотека
- Библиотека Александрина
- Александрийският плаж
- Цитадела на Кайт бей
- Улица „Саад Загху“ в центъра на Александрия
- Кръстовище на улиците „Саад Загху“ и „Сафея Загху“ по време на залез слънце
- Таванът на цитаделата на Кайт бей